# كورت اندكفيست
كورت اندكفيست (بالسويدية: Kurt Lundqvist)‏ هو منافس ألعاب قوى سويدي، ولد في 20 نوفمبر 1914 في لاندسكرونا في السويد، وتوفي في 26 مارس 1976.